# Baoni

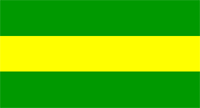
Furstendömet Baonis flagga

Baoni, ett furstendöme i Bundelkhand i centrala Indien, grundlades av den muslimske fursten Emad al-Molk Ghazi, en ättling till fursten av Hyderabad, år 1784. 
Riksgrundaren, som även härstammade från en storvesir hos stora mogul, hade bytt sida, och erhöll Baoni som en förläning från marathernas peshwa. Furstendömets yta var 313 km². 1806 hamnade man under brittisk dominans. Baoni utgör idag en del av delstaten Madhya Pradesh.